# Marcella Liburd

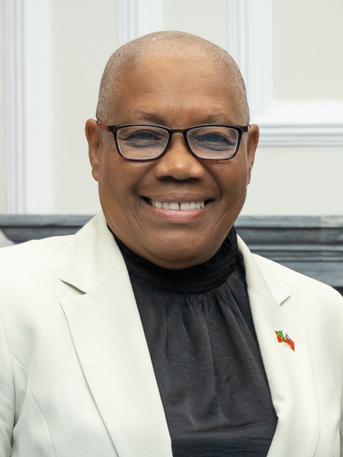
Marcella Liburd 2023

Marcella Liburd, GCMG, (* 10. Juli 1953 in Basseterre) ist eine Politikerin aus St. Kitts und Nevis. Seit dem 1. Februar 2023 bekleidet sie als Generalgouverneurin und Vertreterin des britischen Königs Charles III. das höchste Staatsamt des föderalen Inselstaats.
Die Juristin Marcella Liburd gehört der St Kitts and Nevis Labour Party an, in der sie sich seit 1997 politisch beteiligt. Vor ihrer politischen Karriere arbeitete sie als Lehrerin, später als Anwältin. Im Lauf ihrer politischen Betätigung hatte sie unter anderem die Ämter als Abgeordnete in der Nationalversammlung, Sprecherin der Nationalversammlung und Ministerin für Gesundheit, Kultur und Gleichstellung inne. Ab 2013 war sie stellvertretende Vorsitzende der Labour Party.
Ein zentrales politisches Anliegen von Marcella Liburd sind die Frauenrechte. Sie hat sich etwa an der Ausarbeitung von Gesetzen zur Bekämpfung von häuslicher Gewalt und zum Erreichen von Lohngleichheit beteiligt. Sie war die erste Sprecherin der Nationalversammlung und Regierungsministerin in der Geschichte des Staates St. Kitts und Nevis und ist als Nachfolgerin von Samuel Weymouth Tapley Seaton die erste Frau in der Position einer Generalgouverneurin.